# 三重県道12号伊勢南勢線
三重県道12号伊勢南勢線（みえけんどう12ごう いせなんせいせん）は三重県伊勢市楠部町と同県度会郡南伊勢町五ヶ所浦を結ぶ主要地方道（三重県道）である。別名は五ヶ所街道。
全線の大部分が大型車通行禁止である。伊勢神宮の神域神路山を通過する道である。伊勢市と南伊勢町との境に九十九折りで知られる剣峠がある。

## 概要

### 路線データ
2016年（平成28年）4月1日現在。
- 起点：三重県伊勢市楠部町字乃木乙76番地先[2][3]（三重県道37号鳥羽松阪線（御幸道路）交点[4]）
- 終点：三重県度会郡南伊勢町五ヶ所浦字西川原1031番6地先[2][3]（国道260号交点）
- 総延長：24.4952km[2]
  - 実延長：23.208 km[2]
  - 重用延長：1.2872 km[2]
- 橋梁：28本（総延長：162.4m）[2]

## 沿革
1889年（明治22年）に神原村の村長であった岡逸平の懇願により、1889年（明治22年）から1890年（明治23年）に剣峠を通り宇治山田（現伊勢市）への道路が整備された。1919年（大正8年）より客馬車が運行されたが、1922年（大正11年）に設立された五ケ所浦湾自動車が乗合自動車の運行を始めたため客馬車は対抗できず廃止となった。
五ケ所浦自動車は1944年（昭和19年）に三重交通と合併した。昭和初期にトラック輸送が開始された。
1955年（昭和30年）3月8日、三重県道14号宇治山田五ヶ所線として県道認定を受けた。
1965年（昭和40年）に磯部町と伊勢市を結ぶ伊勢道路が開通し、路線バスは磯部へ迂回することになった。伊勢道路へ迂回すると所要時間が約20分短縮されることから、伊勢南勢線の通行量は激減した。
同年8月27日の三重県道再編に伴い、整理番号を14から12へ変更。
伊勢道路開通後も伊勢市側の五十鈴川上流域の宇治今在家町高麗広（こうらいびろ）まで三重交通の路線バスが走っていたが、利用者が少ないため廃止された。大型車の通行が不可能であるため、マイクロバスが使われていた。
1972年（昭和47年）3月18日には三重県道12号伊勢南勢線に名称を改めた。
剣峠付近が全面舗装となったのは1975年（昭和50年）ころであるが、1984年（昭和59年）にサニーロードが開通し、五ケ所から伊勢市へのバス路線が運行されるなど、伊勢道路に代わりサニーロードが伊勢市への主要道路となり、生活や仕事で伊勢南勢線全線を通る自動車はほぼ皆無となった。現在は高麗広の住民が利用する他は、神宮神域の手付かずの自然の中でのドライブや観光、サイクリングやランニングコースに利用されている。

### 年表
- 1954年（昭和29年）1月20日 - 建設省（現・国土交通省）が主要地方道宇治山田五ヶ所線を指定。
- 1993年（平成5年）5月11日 - 建設省から、主要県道伊勢南勢線が伊勢南勢線として主要地方道に再指定される[7]。

## 路線状況

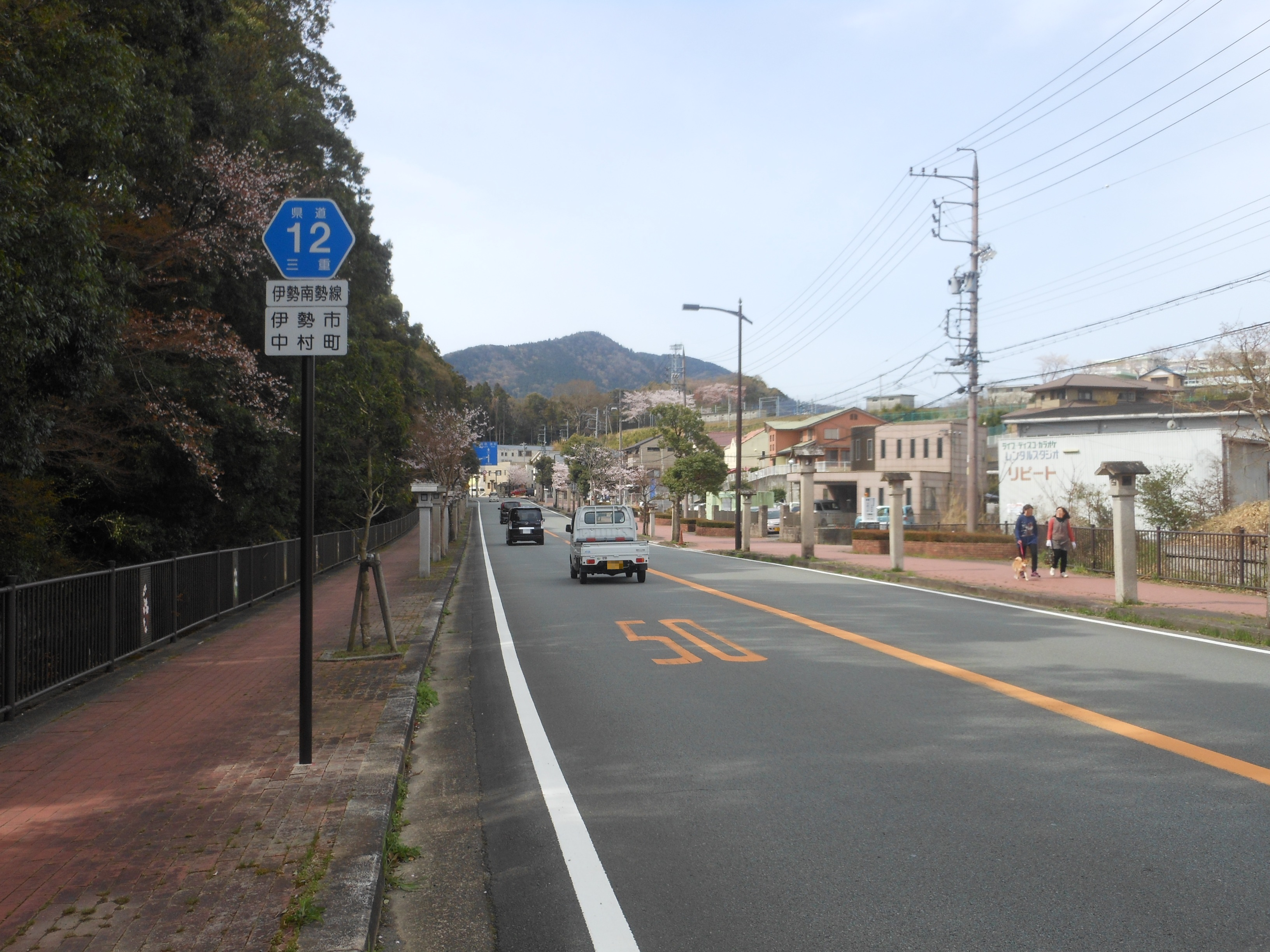
沿線風景（伊勢市中村町、月読宮付近）

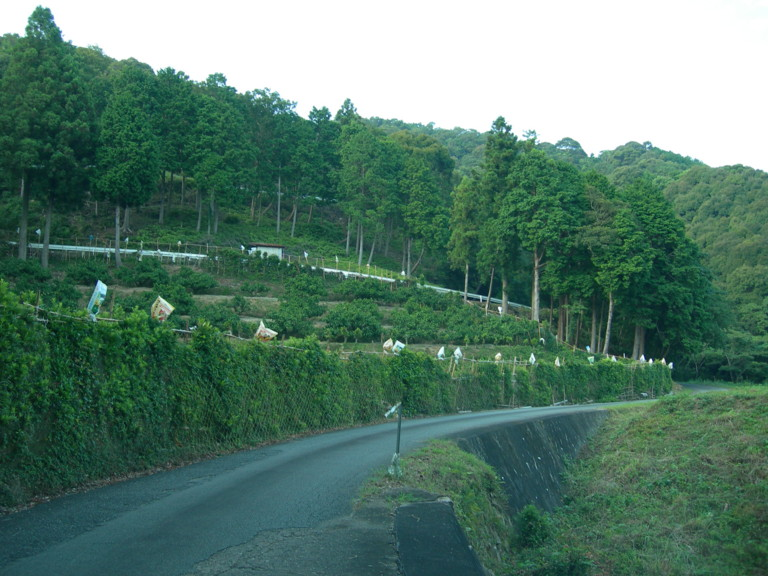
南伊勢町側の九十九折り

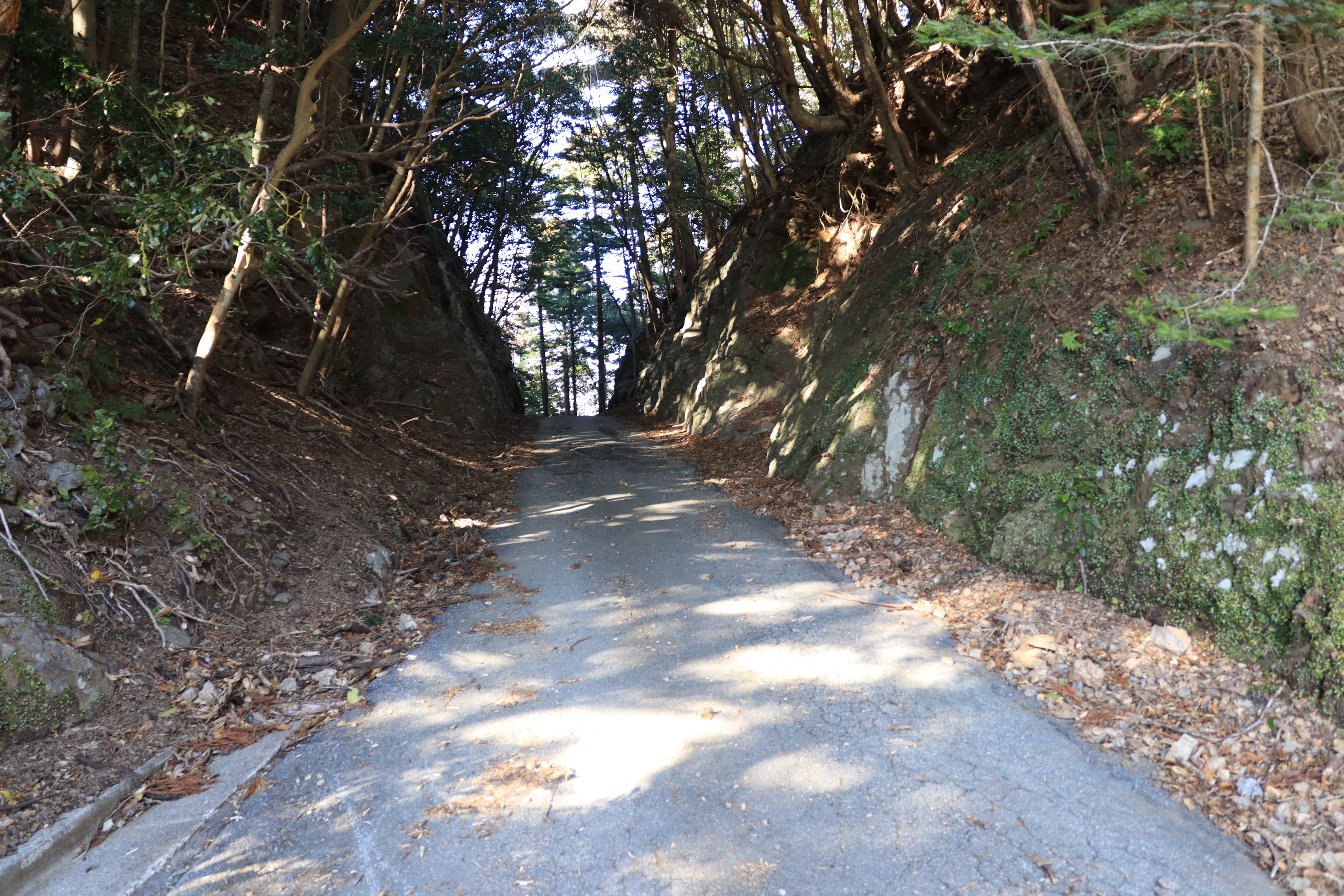
剣峠

伊勢市側皇大神宮（伊勢神宮内宮）宇治橋前付近以北と南伊勢町側は比較的整備されており幅員は4m程度の区間が多いが、五十鈴川沿いを通る伊勢市側は神宮神域であまり整備されておらず、幅員3m程度の区間が多い。また山中では路上の落石が非常に多い。神域は狩猟が禁止されており、ニホンジカ、タヌキ、イノシシ、ニホンザルなど、道路に出てくる野生動物もしばしば見られる。

### 別名
- 伊勢街道（伊勢市、南伊勢町）
- 伊勢参宮街道（伊勢市、南伊勢町）
- 五ヶ所街道（伊勢市、南伊勢町）[1]
- 御幸道路（伊勢市）
- 旧国道23号（伊勢市）

### 重複区間
- 国道23号（伊勢市中村町 - 伊勢市宇治今在家町）

### 利用状況
交通量
| 地点               | 平日12時間        | 平日24時間        |
| 地点               | 2005年度⇒2010年度 | 2005年度⇒2010年度 |
| 伊勢市宇治今在家町 | 168台⇒133台       | 220台⇒174台       |

## 地理

### 通過する自治体
- 伊勢市
- 度会郡南伊勢町

### 交差する道路
- 三重県道37号鳥羽松阪線（御幸道路）（起点）
- 国道23号（伊勢市中村町）
- 三重県道32号伊勢磯部線（伊勢市宇治浦田一丁目・宇治浦田町交差点）
- 国道23号（伊勢市宇治今在家町）
- 三重県道715号館町通線（伊勢市宇治今在家町（内宮宇治橋前）
- 三重県道720号横輪南勢線（度会郡南伊勢町五ヶ所浦）
- 国道260号（終点）

### 沿線にある施設など
- 月読宮
- 伊勢市立進修小学校
- 猿田彦神社
- 神宮会館
- 伊勢神宮皇大神宮（内宮）
- 津長神社・新川神社・石井神社
- 宇治橋・饗土橋姫神社
- 大水神社・川相神社・熊淵神社
- 宇治神社
- 旧林崎文庫
- 愛洲の里
  - 愛洲の館
  - 五箇所城跡
- 剣峠 - 剣峠の名前の由来として、そばにある小さな池で佐々木小次郎が剣を洗ったことからとする説があるが、史実でないとされ、八祢宜山などの周囲の山の稜線が剣のように見えることに由来するとされる。